# Hevea camporum
Hevea camporum är en törelväxtart som beskrevs av Adolpho Ducke. Hevea camporum ingår i släktet Hevea och familjen törelväxter. Inga underarter finns listade i Catalogue of Life.